# Syncopacma larseniella
Syncopacma larseniella là một loài bướm đêm thuộc họ Gelechiidae. Nó được tìm thấy ở châu Âu.
Sải cánh dài khoảng 12 mm. Con trưởng thành bay vào tháng 6 và tháng 7.
Ấu trùng ăn Lotus corniculatus.